# Aysha prospera
Aysha prospera là một loài nhện trong họ Anyphaenidae.
Loài này thuộc chi Aysha. Aysha prospera được miêu tả năm 1891 * bởi Eugen von Keyserling.